# Jeremy Kyle
Jeremy Kyle, född 7 juli 1965 i Reading, Berkshire, är en brittisk programledare, journalist och krönikör. Han är mest känd för att vara värd för pratshowen The Jeremy Kyle Show mellan 2005 och 2019. Han var även värd för den amerikanska versionen av programmet.

## Biografi
Jeremy Kyle föddes i Reading, Berkshire och beskriver sig som "halv skotte". Hans far var revisor och personalsekreterare till Drottning Elizabeth. Kyle gick på Reading Blue Coat School, en privatskola i Sonning, Berkshire. Han studerade historia och sociologi vid University of Surrey i Guildford.